# Dan Bruce (Jazzmusiker)
Daniel „Dan“ Bruce (* um 1980 in Dayton, Ohio) ist ein US-amerikanischer Jazzmusiker (Gitarre, Komposition).

## Leben und Wirken
Bruce trat seit seinem siebzehnten Lebensjahr als professioneller Musiker auf, als er begann, mit lokalen Acts in seiner Heimatstadt Dayton zu spielen und Aufnahmen zu machen. Mit einem Musikstipendium besuchte er die Bowling Green State University, wo er sowohl klassische als auch Jazzgitarre studierte. Anschließend hatte er Fakultätspositionen am Muskingum College und am Cuyahoga Community College inne, wo er Gehörbildung, Jazzgeschichte und Angewandte Gitarre unterrichtete. 2004 erhielt er ein Graduate Teaching Fellowship an der University of North Texas, wo er eine Laborband und zwei Gitarrenensembles leitete und angewandte Jazzgitarre unterrichtete, während er den Master-Abschluss 2006 in Jazzstudien absolvierte. Danach unterrichtete er in der Region Dallas/Fort Worth.
Seitdem trat Bruce mit Gruppen aus verschiedenen Genres auf, außerdem in Broadway-Produktionen von Fiddler on the Roof, Parade und Chicago, sowie als Musiker in Jazz- und klassischer Musik. 2004 wurde sein Arrangement von George Gershwins „Embraceable You“ im Fingerstyle Guitar Magazine veröffentlicht, und er schrieb weiterhin regelmäßig für die Zeitschrift Beiträge. 2005 war er Gast beim Cleveland Jazz Orchestra; im selben Jahr schloss er sich Lynn Seaton für ein Projekt an, das darauf abzielte, die Musik der Gitarristin Emily Remler aufzuführen und aufzunehmen. 2007 erschien sein Debütalbum A Single Thread, dem 2018 Earthshine folgte.
Im Laufe seiner bisherige Karriere spielte Bruce im Mittleren Westen und in Texas mit einer Reihe von Musikern, darunter Dan Wall, Stefan Karlsson, Fred Hamilton, Marvin Stamm, Greg Bandy, Kenny Davis, Jeff Halsey, Chris Buzzelli, Russell Schmidt, Jack Schantz, Bill Sears, Dominic Spera, Brent Wallarab und Luke Gillespie. Im Bereich des Jazz war er laut Tom Lord auch an Aufnahmesessions mit Corbin Andrick (Olmstead's Whistle, u. a. mit Marquis Hill) und dem Vital Organ Trio (mit Dan Murphy und Ian Springer) beteiligt.
Nachdem Bruce zehn Jahre in Chicago gelebt hatte, zog er 2018 mit seiner Familie nach Cleveland. Seit 2015 leitet er die Formation betacollective, mit der er 2018 das Album Earthshine einspielte.  Mit weiteren Musikern aus dem Nordosten von Ohio legte er als betacollective 2022 das Album Time to Mind the Mystics vor. Mit dem Bassisten Denzel Chismar-Oliver und dem Schlagzeuger Nathan Douds bildete er das Trio Ohm! 2019 erhielt er vom Ohio Arts Council einen Individual Excellence Award in Music Composition.
Bruce war Dozent an der Youngstown State University und am Cuyahoga Community College in Cleveland und lehrt derzeit an der Cleveland State University.

## Diskographische Hinweise
- A Single Thread (2007), mit Ken Edwards, Brian Donahoe, Matt Lawless, Scott Trayer, Ross Pederson
- Earthshine (2018), mit Russ Johnson, Chris Madsen, Rob Clearfield, Clark Sommers, Jon Deitemyer[5]